# Kinnaird Bridge
Die Kinnaird Bridge, heute offiziell Columbia Bridge, ist eine zweispurige Straßenbrücke über den Columbia River in Castlegar, British Columbia, Kanada. Sie gehört zum British Columbia Highway 3, einem Teil des Crowsnest Highway, und ist nach ihrem Ausgangspunkt, dem Dorf Kinnaird benannt, das erst 1974 nach Castlegar eingemeindet wurde.
Da die Auftraggeber nach etwas anderem als den in Nordamerika weit verbreiteten stählernen Fachwerkträgerbrücken suchten, bat man Riccardo Morandi, eine Betonbrücke zu konzipieren. Die Ausführungsplanung erstellte er zusammen mit dem Ingenieurbüro Choukalos, Woodburn, McKenzie aus Vancouver.
Die Kinnaird Bridge wurde 1965, nach anderen Angaben 1960 fertiggestellt.

## Beschreibung
Die Kinnaird Bridge hat anstelle üblicher senkrechter Pfeiler vier auf mächtigen Sockeln stehende, V-förmige Strukturen aus je 2 × 3 Streben, die jeweils durch zwei Querriegel versteift sind. Zwei dieser Strukturen stehen im Fluss, zwei am Ufer, und bilden drei Öffnungen mit Pfeilerachsabständen von je 80 m sowie zwei etwas kürzere Seitenöffnungen. Die V-Strukturen tragen jeweils einen Abschnitt der Brückenplatte, die die Funktion des Kragarms einer Auslegerbrücke übernehmen. Dazwischen (und zwischen den äußeren V-Strukturen und den Widerlagern) sind Einhängeträger angeordnet, so dass ein 365 m langer Fahrbahnträger gebildet wird, der aus technischer Sicht einem Gerberträger entspricht. Die Unterseiten der Plattenabschnitte auf den V-Strukturen wie auch der Einhängeträger sind leicht bauchig geformt, was der 45 m hohen Brücke einen filigranen Eindruck verleiht.
Die Brücke wurde 2011 bis 2012 grundlegend saniert.